# Jaran (ort)
Jaran (albanska: Jeran med böjningsformen Jerani) är en ort i Albanien.   Den ligger i prefekturen Qarku i Shkodrës, i den norra delen av landet, 110 km norr om huvudstaden Tirana. Jaran ligger 108 meter över havet och antalet invånare är 661.
Terrängen runt Jaran är varierad.  
Trakten runt Jaran består till största delen av jordbruksmark. Runt Jaran är det ganska tätbefolkat, med 96 invånare per kvadratkilometer.